# Johannes Dichgans

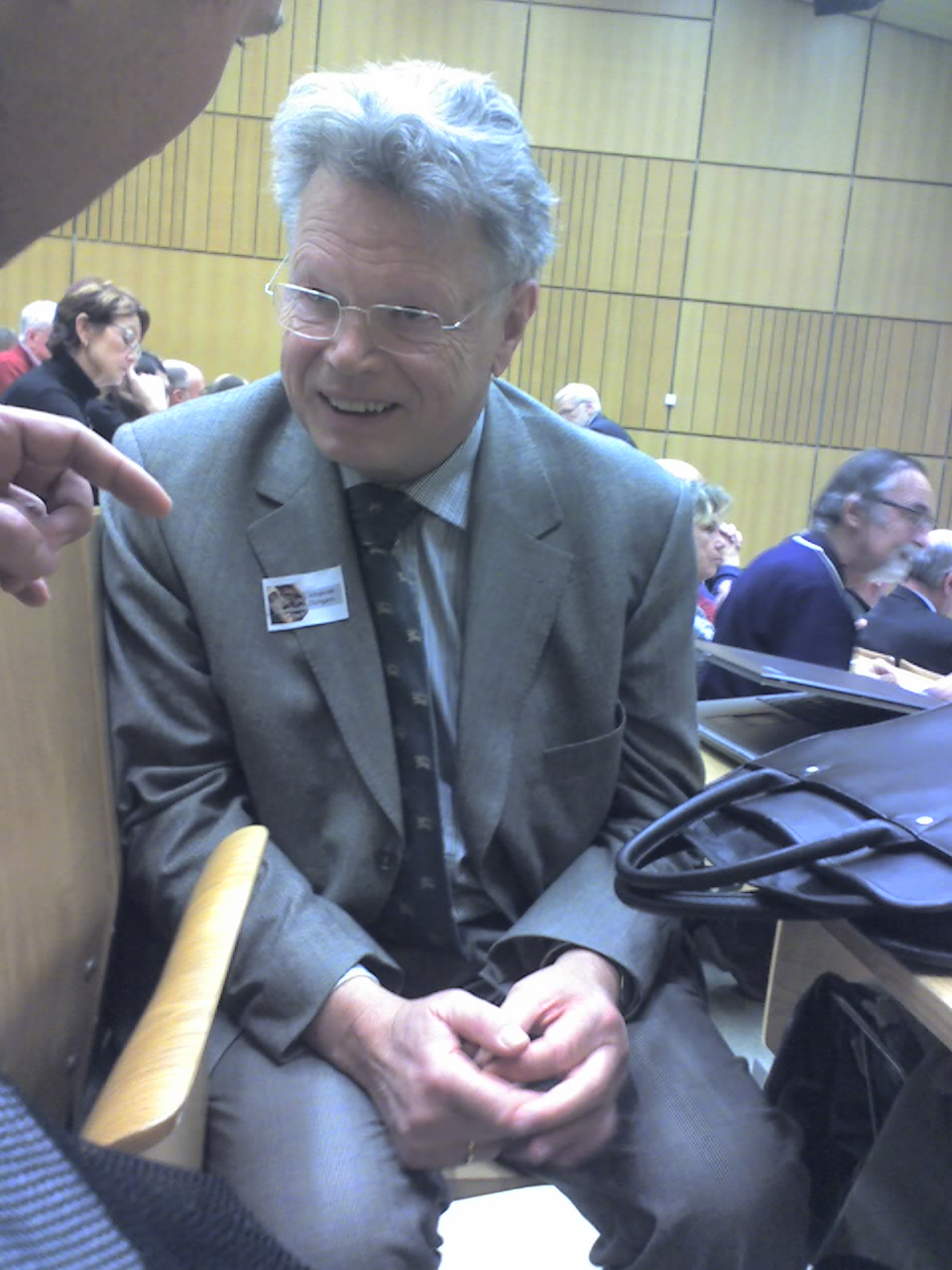
Johannes Dichgans (2007)

Johannes Maria Dichgans (* 27. Juni 1938 in Wuppertal) ist ein deutscher Neurowissenschaftler und Neurologe in Tübingen.

## Leben und Werk
Nach dem Studium in Freiburg im Breisgau und München mit Promotion 1962 wurde Johannes Dichgans 1969 leitender Oberarzt für Neurologie in Freiburg. Auf seine Habilitation 1970 folgte ein Auslandsaufenthalt am Massachusetts Institute of Technology (MIT), wo er 1971 bis 1972 am Institut für Psychologie forschte. Von 1978 bis 2005 war er Ärztlicher Direktor der Neurologischen Klinik der Universität Tübingen. Umfassende Forschungs- und Publikationstätigkeit mit über 65 Veröffentlichungen alleine in den Jahren 2000 bis 2007 erstreckte sich auf viele Teilgebiete der Neurologie. Schwerpunkte von Dichgans sind Hirntumoren sowie Funktionen der rechten Hirnhälfte. 2000 erhielt Dichgans den Robert Pfleger-Forschungspreis für seine grundlegenden Beiträge zur experimentellen und klinischen Neurologie, speziell für seine Arbeiten zur Kontrolle der Motorik sowie zur Pathophysiologie des Kleinhirns.
Sein wissenschaftlicher Einsatz war entscheidend für die von der Hertie-Stiftung mit fast 22 Millionen Euro finanzierte Gründung des Hertie-Instituts für klinische Hirnforschung (HIH), dessen erster Direktor er wurde. Seine Nachfolge als Leiter der Neurologischen Abteilung der Universitätsklinik Tübingen trat 2005 Michael Weller an, der auch sein Nachfolger beim Hertie-Institut für klinische Hirnforschung wurde, in dessen Kuratorium Dichgans weiter Mitglied ist.

## Mitgliedschaften und Ämter
- Mitglied der Heidelberger Akademie der Wissenschaften (seit 1995)
- Mitglied der Deutschen Akademie der Naturforscher Leopoldina Halle (seit 1996)
- 1999–2000: Vorsitzender der Deutschen Gesellschaft für Neurologie
- 2000: Gruppenvorsitzender Medizin der Gesellschaft Deutscher Naturforscher und Ärzte
- 2006: Stellvertretender Vorsitzender und langjähriges Senatsmitglied der Deutschen Forschungsgemeinschaft DFG
- 2001: Gründer und 2007 Kuratoriumsmitglied des Hertie-Instituts für klinische Hirnforschung, des größten Neurologischen Zentrums in Deutschland
- Externes wissenschaftliches Mitglied am Max-Planck-Institut für biologische Kybernetik Tübingen (MPI).
- Mitglied des Senats am Deutschen Zentrum für Neurodegenerative Erkrankungen (DZNE)

## Ehrungen
- 2007: Verdienstkreuz am Bande der Bundesrepublik Deutschland